# تپه سبز علی
تپه سبز علی مربوط به دوران پیش از تاریخ ایران باستان است و در ۳۵کیلومتری خرم‌آباد، در مسیر اندیمشک، بخش ویسان واقع شده و این اثر در تاریخ ۱۲ مهر ۱۳۷۷ با شمارهٔ ثبت ۲۱۲۰ به‌عنوان یکی از آثار ملی ایران به ثبت رسیده است.